# Théodore Van der Donckt
François Joseph Théodore Van der Donckt (Oudenaarde, 15 augustus 1795 - Kruishoutem, 16 september 1878) was een Belgisch volksvertegenwoordiger en burgemeester.

## Levensloop
Hij was een zoon van Josse Van der Donckt en Amélie Cnudde. Hij trouwde met Blondine Vyvens.
Hij promoveerde tot doctor in de geneeskunde (1819) aan de universiteit van Gent. Hij vestigde zich als arts in Kruishoutem.
In die gemeente werd hij in 1825 gemeenteraadslid, van 1836 tot 1847 was hij schepen en van 1848 tot aan zijn dood was hij burgemeester.
Van 1836 tot 1852 was hij provincieraadslid voor Oost-Vlaanderen. In 1852 werd hij verkozen tot katholiek volksvertegenwoordiger voor het arrondissement Oudenaarde en vervulde dit mandaat eveneens tot aan zijn dood.